# Marko Bitraku
Marko Bitraku (ur. 15 stycznia 1951 we wsi Lavdar të Oparit k. Korczy, zm. 8 października 2015 w Tiranie) – albański aktor i reżyser.

## Życiorys
W 1974 ukończył studia aktorskie w Instytucie Sztuk w Tiranie. Po ukończeniu studiów w 1974 rozpoczął pracę w teatrze Andona Zako Cajupiego w Korczy. W roku 2004 przeniósł się do Tirany. W 2008 wystąpił w roli reżysera, przygotowując monodram Velloja e bardhë Odhise Plaku.
Na dużym ekranie zadebiutował w 1977 rolą prowokatora w filmie Flamur ne dallge. Zagrał w 21 filmach fabularnych, w większości role drugoplanowe. W ostatnich latach życia występował w telewizyjnych programach satyrycznych. Zmarł po długiej chorobie.
Był żonaty, miał syna Besmira.

## Role filmowe
- 1977: Flamur ne dallge jako prowokator
- 1978: Gjeneral Gramafoni jako żandarm Isufi
- 1979: Mesonjetorja jako komendant żandarmerii
- 1980: Plumba Perandorit jako dezerter
- 1984: Kush vdes ne kembe jako wieśniak
- 1985: Asgjë nuk harrohet jako Selman Hivziu
- 1986: Dasem e cuditshme jako Asim
- 1986: Fjale pa fund jako Apostoli
- 1988: Tre vetë kapërcejnë malin
- 1989: Njerez ne rryme jako Rushka
- 2001: Parullat jako Gjin
- 2004: I dashur armik jako Sami
- 2004: Ishte kohë për dashuri jako Dik Bali
- 2006: Gjoleka, djali i abazit jako wujek Sami
- 2007: Mao Ce Dun jako Myslim
- 2009: Kronike provinciale
- 2009: Mysafiret (krótkometrażowy)
- 2009: Lindje, perëndim, lindje jako Oste
- 2010: Dritarja e spitalit (film krótkometrażowy)
- 2011: Ballkan pazar jako Nazif
- 2012: Agon jako szef albańskiej straży granicznej
- 2013: Femrat jako znachor
- 2015: Ne (film telewizyjny)